# Willem Wijnant
Willem Wijnant, né le 16 juillet 1961 à Ninove dans le Denderstreek, situé en Région flamande dans la province de Flandre-Orientale, est un coureur cycliste belge, professionnel de 1985 à 1990.

## Biographie
En 1985, il court pour l'Équipe cycliste Tönissteiner-TW Rock-BASF.

## Palmarès
- 1982
  - 3e étape du Tour de Belgique amateurs
- 1983
  - Omloop Het Volk Amateurs
- 1984
  - Prologue du Tour des régions italiennes (contre-la-montre par équipes)
  - 2e de Zellik-Galmaarden
  - 2e du Championnat de Belgique de cyclisme sur route, Élites sans contrat
  - 3e du Circuit du Port de Dunkerque
- 1985
  - 2e du Tour de Louvain-Mémorial Jef Scherens
- 1986
  - Circuit du Houtland
  - Flèche Picarde
  - 2e du Grand Prix Raymond Impanis
  - 2e du Prologue du Tour de Luxembourg
  - 2e de la Flèche de Leeuw
  - 3e du Tour de la Haute-Sambre
- 1988
  - Flèche de Liedekerke
- 1989
  - 2e du Grand Prix Lucien Van Impe
- 1990
  - 7e du Grand Prix de Denain

## Résultats sur les grands tours

### Tour de France
1 participation
- 1988 : hors délais à la 12e étape.

### Tour d'Espagne
1 participation
- 1988 : 111e[2].